# 损保日本兴亚横滨马车道大厦
损保日本兴亚横滨马车道大厦，全名损保Japan日本兴亚横滨马车道大厦（日语：日本興亜馬車道ビル）是位于日本神奈川县横滨市中区的一幢商务办公楼。
该建筑保留了大正时代的立面，而上半部是现代风格。它是橫濱市認定歷史的建造物列表中的第1号。1990年，日本建設業連合会主催的第31回BCS賞受賞。

## 历史
大厦建于1922年（大正11年），最早是川崎银行横滨分行。设计者是担任川崎银行本店和多处分行建筑设计的矢部又吉。矢部的老师是为位于北侧的横滨正金银行本店（今神奈川县立历史博物馆）的设计者妻木赖黄。
1985年春，曾经一度有将此建筑拆除重新建设的构想，但大厦的所有者最终决定不进行拆除，而采用改建、扩建的方式。1989年春，改建工程完毕，建筑的立面得到了保留。在1988年度的橫濱市認定歷史的建造物首次认定中，本建筑被指定为第1号。
由于所有权转让和保险业界的合并重组，建筑物的名称也相应变化。详见条目信息框“原名”部分。

## 建筑概况
原建筑物为新文艺复兴风格建筑，外观以白色石料为主。1层的外壁为粗石砌风格。改建后，马车道一侧（东南面）完全保留了原来的立面，而弁天通一侧（东北面）使用了原来1层的外壁。1层的一部分开放为公开空地，从而在保证了建筑高度的同时降低了建筑容积率，以符合政府相关规定。加盖的部分外壁用象征蓝天的蓝色单向玻璃覆盖。
目前大厦的使用者除了损保Japan日本兴亚的代理店之外，地下开设有酒吧，最高层的穹顶部分有一家牛排餐馆。